# TEE Roland
Il treno TEE Roland, era una relazione ferroviaria a lunga percorrenza che prendeva nome dal Bremer Roland (letteralmente: "Rolando di Brema") una gigantesca statua raffigurante il leggendario cavaliere Rolando nipote di Carlo Magno morto a Roncisvalle nel 778, posta nella Marktplatz di Brema (Germania nord-occidentale) e risalente al 1404. Simboleggia la libertà e la giustizia, oltre che l'indipendenza dello Stato di Brema. Il monumento, il più antico e il più grande del genere in Germania, è annoverato, dal 2004, insieme al vicino municipio cittadino, nella lista dei patrimoni dell'umanità stilata dall'UNESCO.

## Storia
La relazione ebbe origine da una relazione rapida di prima classe istituita nel 1939 dalla Ferrovia Statale Tedesca (DR) tra Brema e Basilea, limitata nel 1968 a Mannheim.
Il TEE "Roland" 78/79 è stato creato il 1º giugno 1969, in occasione dell'ingresso nel Raggruppamento Trans Europ Express trasformando l'omonimo collegamento nel TEE e contemporaneamente prolungando la sua originaria linea principale Brema-Basilea FFS fino a Milano, mantenendo più o meno il suo orario precedente e prendendo in consegna a Basilea, anche due carrozze del TEE Rheingold, provenienti da Hoek van Holland e Dortmund dirette a Milano.
Con la trasformazione da Rapido a TEE il Roland subì una variante di tracciato tra Gottinga e Francoforte sul Meno, evitando Kassel e Gießen a favore dell'itinerario via Fulda, abbandonando la stazione di Mannheim, che richiedeva un'inversione di marcia, a favore di Heidelberg ed è stato primo TEE effettuato in Italia con il materiale ordinario.
Con 1.183,7 km il TEE "Roland" era inizialmente il TEE con la percorrenza più lunga, superato dal TEE Blauer Enzian con 1.198,5 km nel 1970, e dal TEE Prinz Eugen con 1.287 km nel 1976. 
Dall'estate del 1971, invece che via Heidelberg in Germania venne istradato sulla Riedbahn via Mannheim, mentre in territorio svizzero invece che attraverso la Aargauische Südbahn, che permetteva di raggiungere la ferrovia del Gottardo evitando l'inversione di marcia dalla stazione di Lucerna veniva istradato via Lucerna, con quattro cambi di direzione nelle stazioni di Francoforte, Mannheim, Basilea FFS e Lucerna e sei diverse locomotive e anche qui il TEE "Roland" ha stabilito un record. Il tempo di percorrenza era di circa dodici ore e mezza,
Il TEE Roland fu soppresso cone TEE internazionale con l'entrata in vegore dell'orario estivo 1979 e trasformato in un TEE nazionale. Dal suo predecessore internazionale ha ereditato il nome e la tratta parziale Brema - Mannheim, che è stata prolungata fino a Stoccarda, e ha rilevato il treno numero 90/91 dal soppresso TEE Blauer Enzian. 
Il nuovo TEE 90/91 Roland aveva diverse percorrenze. Mentre il TEE 91 correva verso sud passando per Biblis e Worms per evitare l'inversione di marcia a Mannheim, il TEE 90 procedeva con un cambio di direzione a Mannheim sulla Riedbahn via Groß-Gerau fino a Francoforte sul Meno, sebbene il collegamento con il TEE Rheingold continuasse ad esistere in Mannheim. Il TEE 90/91 dopo solo un anno di attività venne declassamento a Intercity e dall'orario invernale 1980 il "Roland" tornò a circolare come IC 572/573 sul vecchio percorso degli anni cinquanta Brema-Basilea. 
Con l'entrata in vigore dell'orario estivo 1985 vennero modificati la numerazione come IC 502/503 e il percorso da Francoforte sul Meno prolungato da Brema ad Amburgo Altona, via Bonn-Colonia-Düsseldorf-Essen-Dortmund-Münster, con inversione di direzione a Wiesbaden.
Altro cambiamento si è avuto con l'entrata in vigore dell'orario estivo 1988 con la modifica della numerazione come IC 638/639 e il percorso accorciato da Amburgo a Colonia. 
Nuovo cambiamento si è avuto con l'entrata in vigore dell'orario estivo 1991 con la modifica della numerazione come IC 526/527 e il percorso prolungato da Colonia a Norimberga via Bonn-Magonza-Francoforte sul Meno-Würzburg, con inversione di marcia alla stazione di Francoforte sul Meno. 
Nel periodo in cui ha espletato il servizio TEE tra Brema e Milano, il TEE Roland sulla tratta Basilea-Milano era composto abitualmente da 6 carrozze (DB) di sola prima classe, tra le quali una carrozza bar e una carrozza ristorante.

Locomotiva E646.197 di tipo "navetta" in testa al TEE "Roland" alla stazione di Milano Centrale

Sulla tratta tedesca fino a Basilea, la sua composizione è variata negli anni. 
Da Basilea una carrozza proveniente da Brema era diretta a Coira, mentre in direzione opposta a Basilea il trano cedeva due carrozze provnienti da Milano e dirette a Dortmund (o Hannover) e Hoek van Holland al TEE Rheingold e agganciava la carrozza proveniente da Coira e diretta a Brema. 
In Germania era trainato da una BR 103 o, all'inizio, anche da una BR 112, in Svizzera da una Re 4/4 II TEE, mentre in Italia venne affidato per tutta la sua esistenza (1969/1979) al traino delle E 646 ed era il treno più veloce della Milano-Chiasso, insieme all'altro TEE, il "Gottardo" disimpegnato dal famoso elettrotreno elvetico RAe 1050; di tanto in tanto lo si trovava anche al traino delle E 444. Specialmente nei primi anni veniva stabilmente trainato dalle E646 navetta, la terza sottoserie numerata da 187 a 210, anche nella versione già privata delle modanature nel 1971-72.
A differenza della ricoloritura in "stile TEE" delle carrozze di prima classe, la carrozza ristorante DSG era invece una replica fedele delle lussuose vetture tedesche.